# بادنجان تاجریزی
بادنجان تاجریزی (نام علمی: Solanum nigrum) نام یک گونه از سرده بادنجان به شکل گیاه علفی یک‌ساله به ارتفاع ۱۵ تا ۶۰ سانتی‌متر با برگ‌های تخم‌مرغی و بیضوی است.